# Chang Noi
Chang Noi (thailändisch ช้างน้อย, „kleiner Elefant“) ist ein gemeinsames Pseudonym des britischen, aber in Thailand lebenden, Historikers Chris Baker und seiner Frau, der thailändischen Wirtschaftswissenschaftlerin Pasuk Phongpaichit. Unter diesem Namen haben sie seit 1996 eine Kolumne in der englischsprachigen Zeitung The Nation über jeweils aktuelle politische und gesellschaftliche Entwicklungen und Ereignisse in Thailand veröffentlicht. 
Der Beginn der Serie fiel in die Endphase des wirtschaftlichen Booms des Landes. Es folgten die Verabschiedung der neuen Verfassung von 1997, die asiatische Finanz- und Wirtschaftskrise, der Aufstieg und Fall von Thaksin Shinawatra, der Militärputsch von 2006 und eine neue Verfassung 2007. „Chang Noi“ schrieb jedoch weniger über die großen politischen Themen als über alltägliche und hintergründige Aspekte. Dabei beleuchteten sie sonst wenig wahrgenommene, aber aus ihrer Sicht signifikante Anzeichen gesellschaftlicher Veränderungen und der thailändischen Selbstsicht. 
Themen waren zum Beispiel die kriminellen und politischen Aktivitäten sogenannter „Paten“, Talsperrenprojekte und Umweltschutz, Korruptions- und Betrugsfälle, die abergläubischen Überzeugungen wichtiger Akteure und ihre Vorliebe für Geisterglauben, das Wiederaufflammen nationalistischer Ressentiments nach der Wirtschaftskrise, heuchlerische Reaktionen auf den angeblichen Niedergang der Moral, politische Morde, außergerichtliche Tötungen im „Krieg gegen Drogen“, Behinderungen von Aktivisten und Nichtregierungsorganisationen und weitere Fälle von autoritären, unterdrückerischen und ausgrenzenden Tendenzen in der thailändischen Politik.
Nach Vorstellung der Autoren „trampelt“ der „kleine Elefant“ durch den „Dschungel“ der thailändischen Politik, „wirbelt Blätter auf, stürzt verfaultes Gehölz um und trompetet vor Bestürzung“. Trotz der ernsten Themen wählte „Chang Noi“ oft ironische und humorvolle Formen und Metaphern und nahm selten offen Stellung, sondern zitierte andere Kritiker oder legte Meinungen in den Mund der fiktiven Teilnehmer erdichteter Dialoge. Zur Einordnung aktueller Entwicklung lieferte „Chang Noi“ gelegentlich auch Rückblicke auf die neuere thailändische Geschichte, bis zurück zum Ende der absoluten Monarchie 1932.
Eine ausgewählte Sammlung von 64 der insgesamt fast 400 zwischen 1996 und 2008 erschienenen Artikel veröffentlichten die Autoren 2009 unter dem Titel Jungle Book.